# Juan Casiano
Juan Casiano o Cassiano (Dobruja, c. 360-Marsella, c. 435) fue un sacerdote y asceta, natural de la Dacia, tras una vida como eremita fue ordenado diácono y posteriormente presbítero, fundó dos monasterios en Marsella, sus escritos –especialmente las Institutiones y las Collationes–, tuvieron una gran difusión en su época y posteriormente. Es reconocido como uno de los Padres de la Iglesia.

## Vida
Juan Casiano habría nacido hacia el año 360,  en la actual Dobruja en Rumania, en la desembocadura del Danubio, aunque es seguro que se formó en Belén y vivió durante siete años como eremita en el desierto de Egipto. Posteriormente recibió el diaconado en Constantinopla de manos de san Juan Crisóstomo, y fue ordenado sacerdote en Roma por el papa Inocencio I. 
Hacia 415 fundó la Abadía de San Víctor de Marsella, formada por dos monasterios, uno masculino y otro femenino, para los que escribió sus escritos más importantes: las Institutiones, en las que expone las obligaciones del monje y examina los vicios contra los que ha de estar prevenido; y sus veinticuatro Collationes o Conferencias, en los que, en forma de diálogos con monjes famosos de la antigüedad —como un complemento a las Institutiones— trata diversos aspectos de la vida monacal, alaba la vida eremítica e indica que la vida ascética es la mejor vía para luchar contra el pecado. Falleció  hacia 435, posiblemente en Marsella o cerca de esta ciudad. Es reconocido como Padre de la Iglesia oriental.

## Obras
Entre sus escritos destacan las Institutiones y las Collationes, la primera de ellas aparece tituladas como  "De institutis coenobiorum et de octo principalium vitiorum remediis". Casiano explica así la relación entre estas dos obras: "Estos libros [Institutiones ]... se ocupan principalmente de lo que pertenece al hombre exterior y las costumbres de los monasterios; los otros [Collationes] tratan más bien de la formación del hombre interior y de la perfección del corazón
Los ocho principales vicios a que se refiere en Institutiones fueron precedentes de los siete pecados capítales recogidos en la catequesis tradicional de la Iglesia, así considera los pecados de gula, impureza, codicia, ira, tristeza,  acedia , vanagloria y orgullo.  En la V Conferencia, divide el pecado de la fornicación en tres tipos: el primero consiste en la «conjunción de los dos sexos» (commixtio sexus utriusque); el segundo se comete «sin contacto con la mujer» (absque femineo tactu), lo que llevó a Onán a la condenación; el tercero es «concebido por el pensamiento y el espíritu». 
Por ser el origen de todos los demás pecados, la pareja que forman la gula y la fornicación debe ser arrancada, como si fuese «un árbol gigante que extiende su sombra a lo lejos». En el sistema filosófico de Casiano aquí radica la importancia ascética del ayuno como medio para vencer la gula y atajar la fornicación. Esa es la base del ejercicio ascético.
La fornicación es entre los ocho pecados fundamentales el único que, por ser a la vez innato, natural y corporal en su origen, hay que destruirlo totalmente, como es necesario hacerlo con los vicios del alma, que son la avaricia y el orgullo. Se impone, pues, la mortificación radical que nos permita vivir en nuestro cuerpo previniéndonos de las inclinaciones de la carne. «Salir de la carne permaneciendo en el cuerpo». La castidad era el centro del sistema de Casiano, que obligaba al monje a una represión constante en un estado de agotadora vigilia permanente en cuanto a las más mínimas inclinaciones que se pudieran producir en su cuerpo y en su alma. Velar día y noche; durante la noche para prevenirse del día y de día pensando en la próxima noche. Decía Casiano: «Así como la pureza y la vigilia durante el día predisponen a permanecer casto durante la noche, del mismo modo la vigilia nocturna fortalece el corazón y lo pertrecha de fuerzas que ayudarán a mantener la castidad durante el día.» Tal estado de vigilia suponía la puesta en práctica del proceso de «discriminación», que ocupaba el centro de la técnica casiana de autocontrol de la castidad en seis etapas sucesivas, que sigue usando la Iglesia. Casiano consideraba que se había llegado al culmen del progreso de la castidad cuando no se producían poluciones nocturnas involuntarias. 
Sus escritos teológicos influyeron en las doctrinas semipelagianas. Sostuvo un debate teológico con Próspero de Aquitania.

## Posteridad
Benito de Nursia recomendó a sus monjes la lectura de los escritos de Juan Casiano, y los utilizó como fundamento para su regla, donde en ciertos pasajes se repiten casi palabra por palabra pasajes de Casiano y la misma regla afirma que debe ser prolongada por las Conferencias de los Padres y sus Instituciones de Casiano. 
Hasta ahora, los monjes de Occidente le han apreciado como uno de los principales maestros de la vida monástica y consideran que les ha permitido beneficiarse de la rica experiencia de los primeros monjes de Oriente.
Después de su muerte, el segundo Concilio de Orange, en 529, condenó el semipelagianismo y dio una formulación teológica de la gracia tal como preconizaba san Agustín. El concilio se pronunció contra los que, como Juan Casiano de Marsella, Vicente de Lerins y Fausto de Riez, daban un papel más importante al libre albedrío.
Aunque Juan Casiano nunca fue formalmente canonizado, San Gregorio Magno lo consideró como santo y así es venerado por la Iglesia católica, según consta en el Martirologio Romano (edición del 2004); su conmemoración se hace el 23 de julio. Algunas localidades cerca de Lérins llevan su nombre y se le guarda a veces la memoria de su fiesta el 23 de julio en estas villas o en Marsella. Sus escritos, sin embargo, han sido leídos ampliamente en los monasterios de Occidente. 
Por el contrario, sí figura en el calendario de santos de la Iglesia ortodoxa donde es muy estimado por sus escritos y por sus opiniones sobre la gracia, en las que los ortodoxos se reconocen, mejor que en las de san Agustín, en las posiciones tradicionalmente enseñadas por los Padres ortodoxos. Así es como monjes (y obispos) ortodoxos a menudo llevan su nombre. Su fiesta se celebra el 29 de febrero (o 28 de febrero en años no bisiestos).